# 실버 메테오
실버 메테오(영어: Silver Meteor)는 미국 뉴욕주 뉴욕 펜실베이니아 역에서 플로리다주 마이애미 마이애미 역까지 운행되는 장거리 열차이다.

## 역사 및 현황
1939년에 최초로 운행하기 시작했다. 1967년에 애틀랜틱 코스트라인 철도와 시보드 에어라인과 합병되면서 시보드 코스트 라인 철도로 재설립했다. 1968년에 플로리다주 세인트피터즈버그로 향하는 열차 운행이 중단되었다. 1971년에 암트랙의 설립과 동시에 인수했다.

## 운행 노선

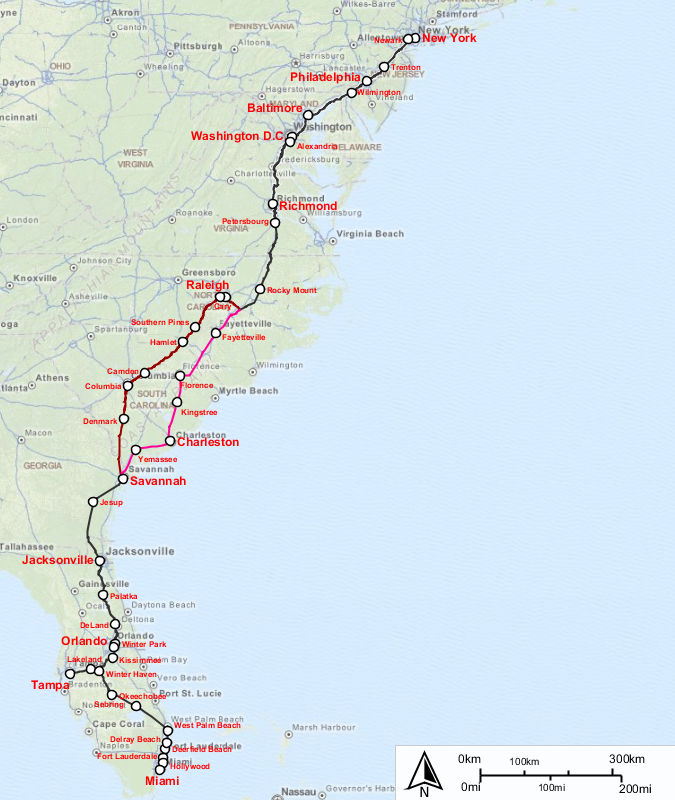
암트랙 실버 메테오 노선도 (interactive map)

## 사진

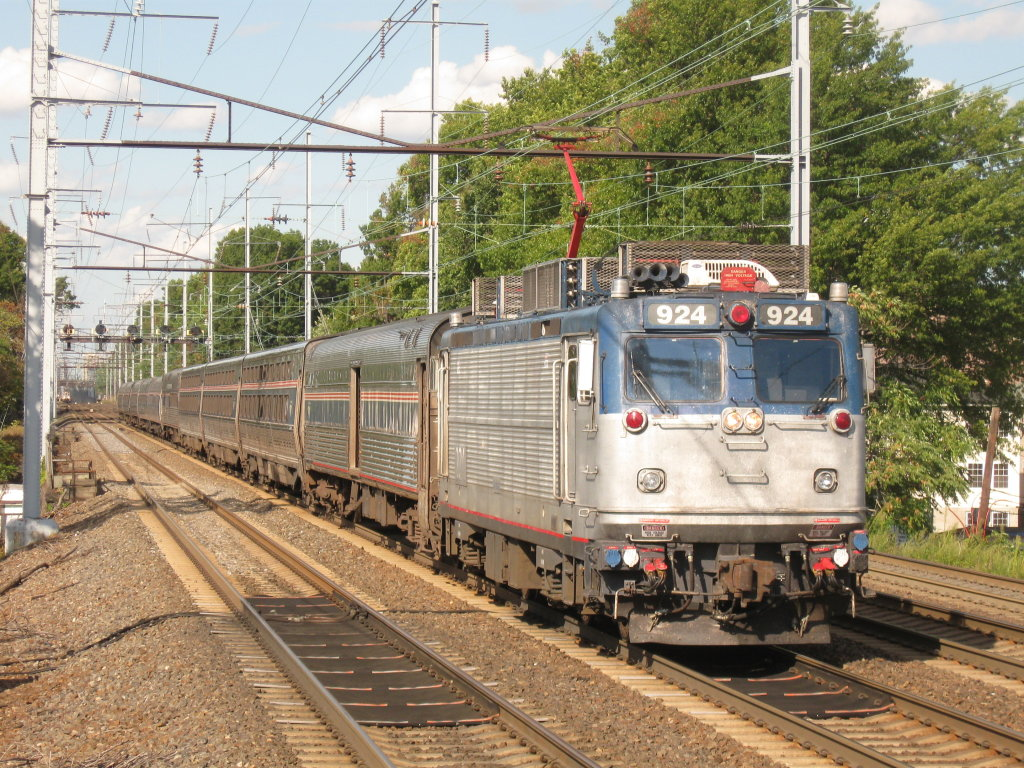
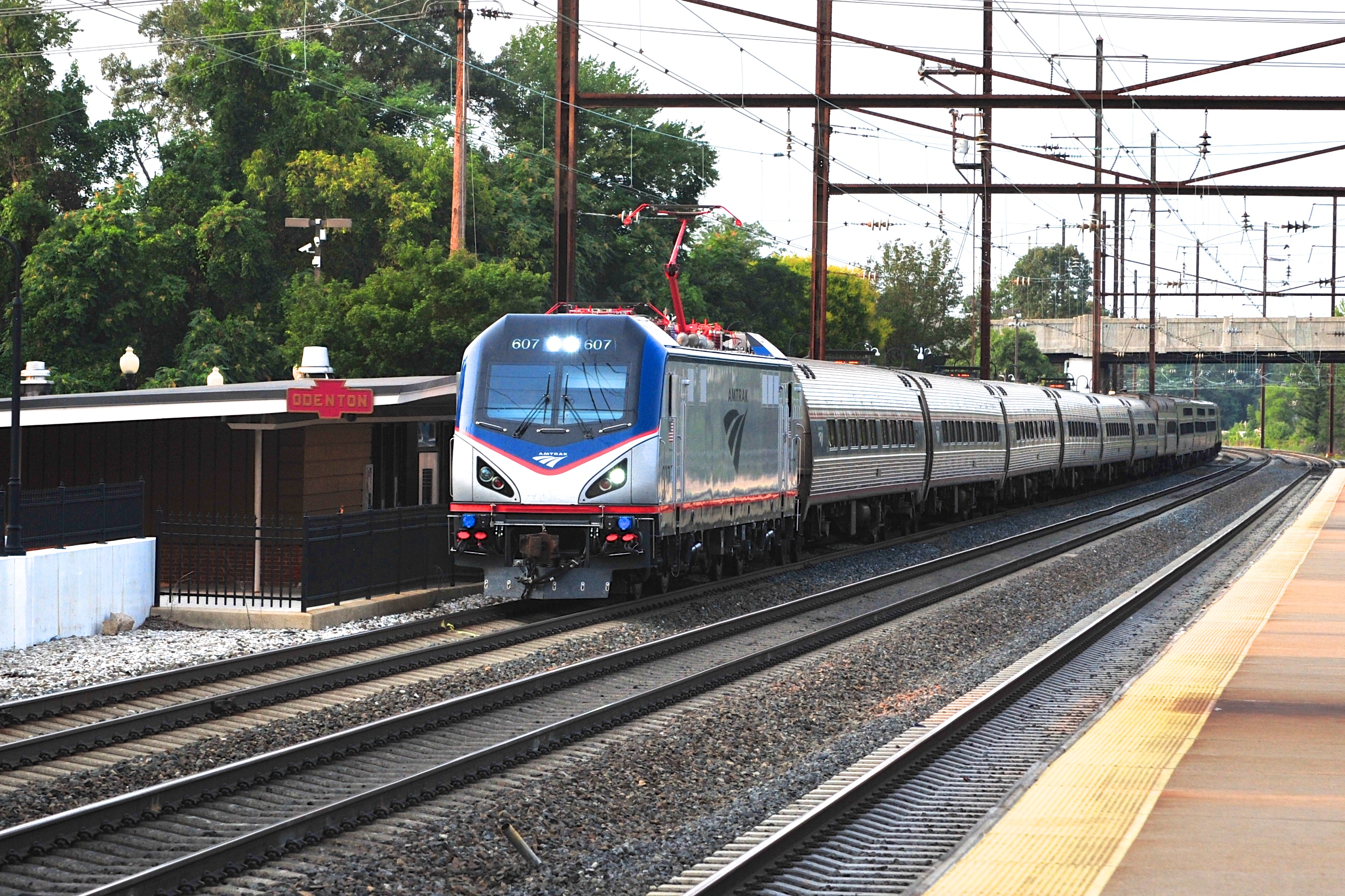
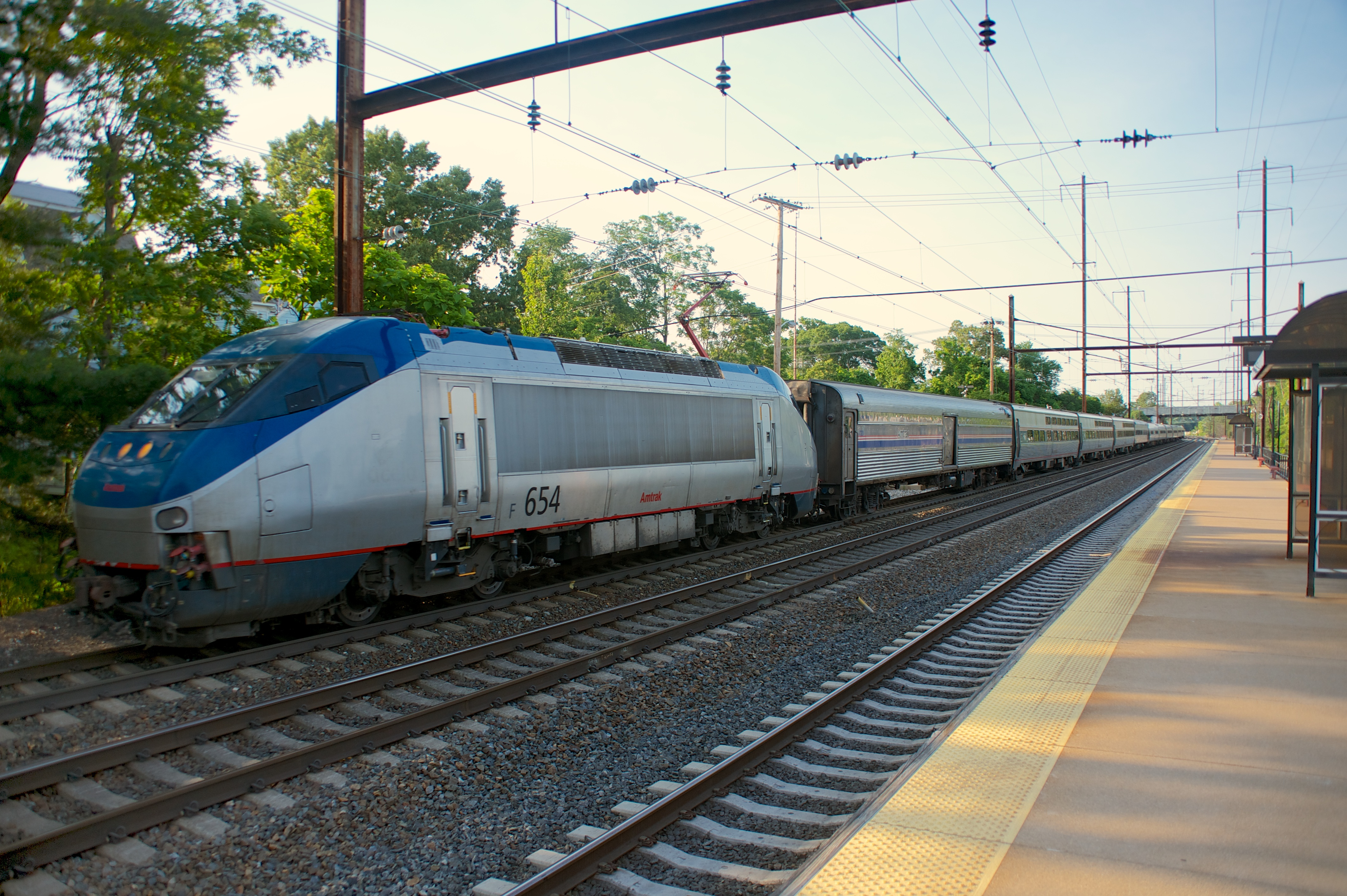
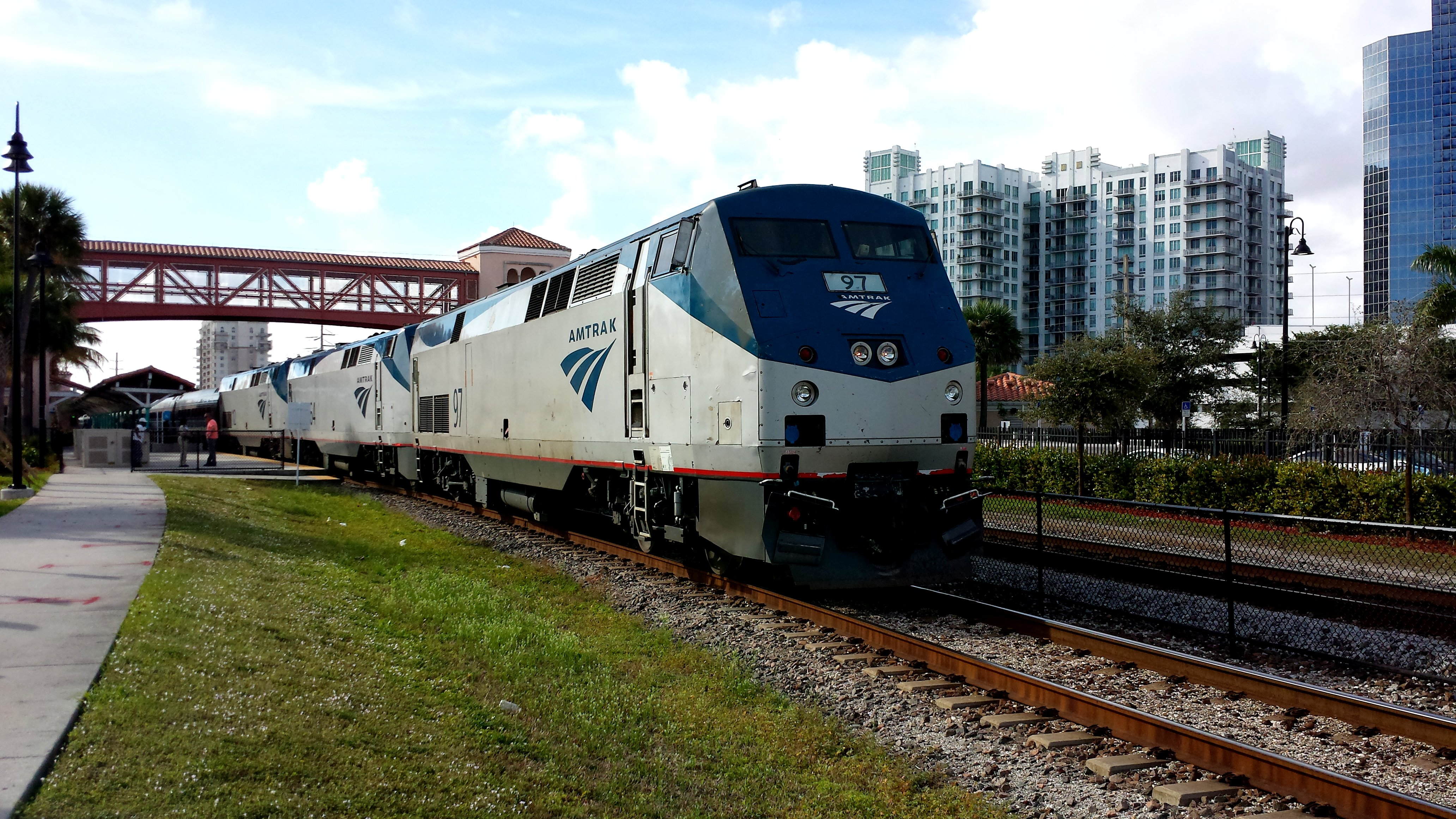
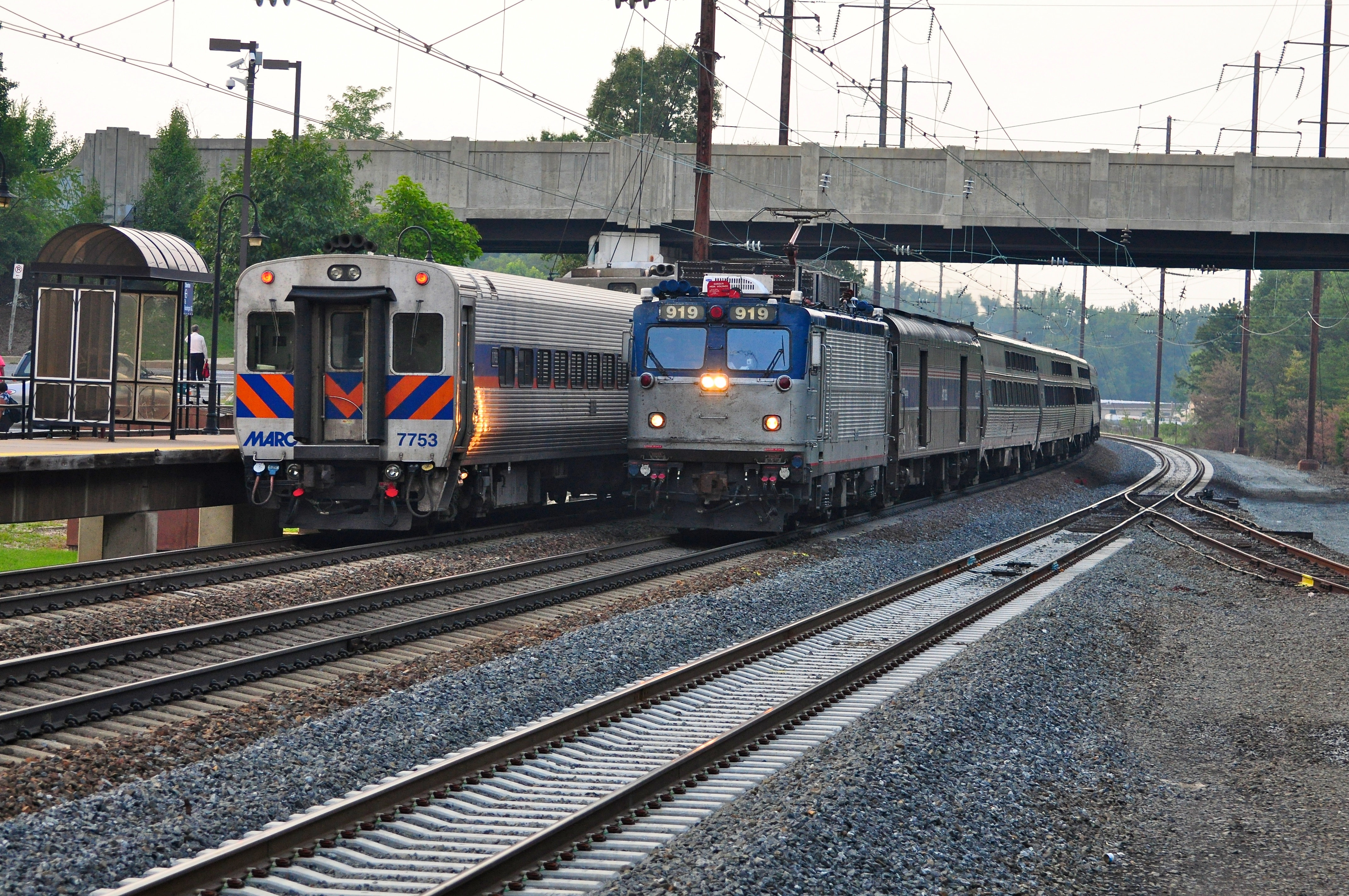
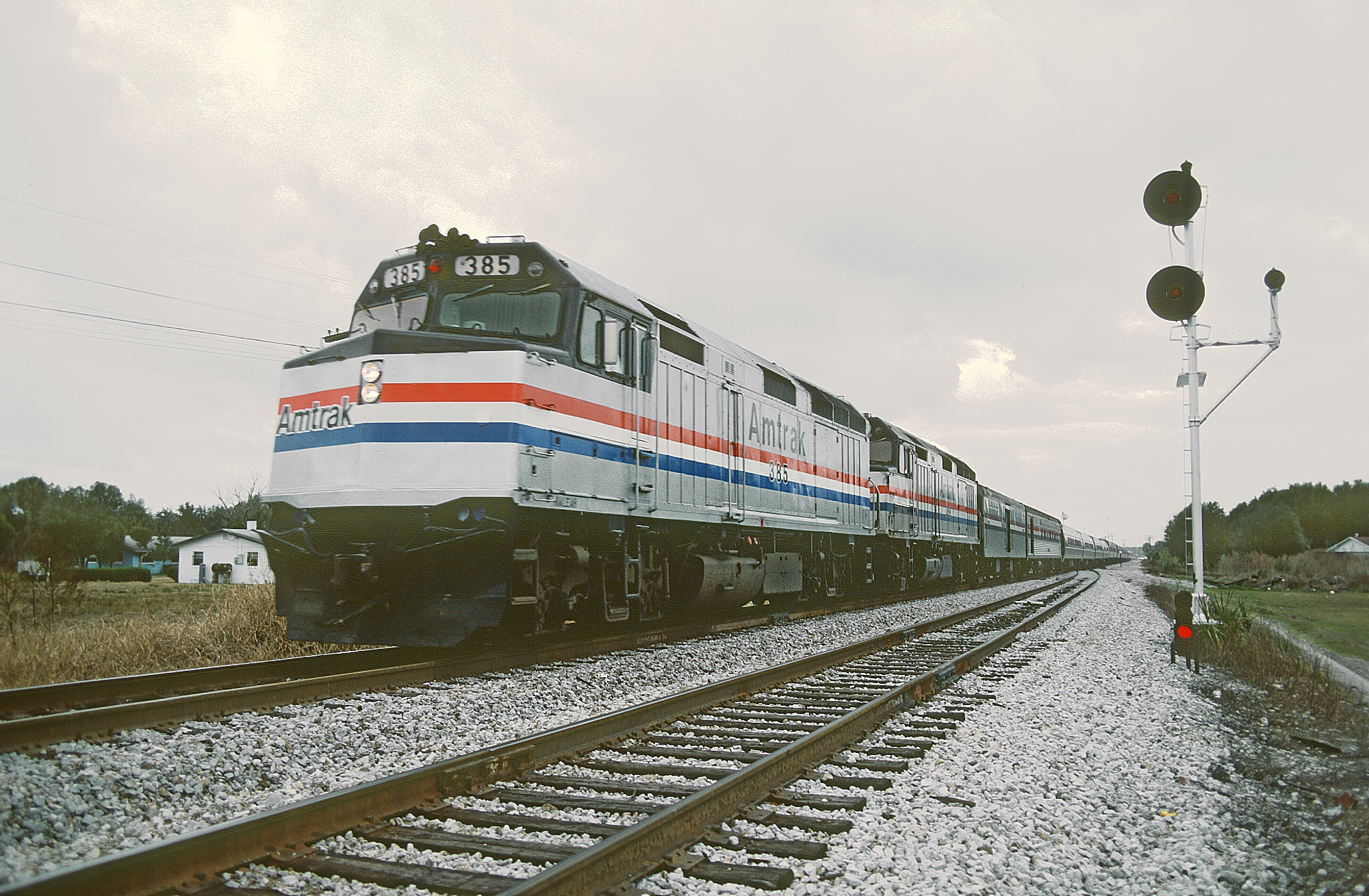